# Abrau-Diurso
Abrau-Diurso (ros. Абрау-Дюрсо) – wieś w Rosji, w Kraju Krasnodarskim, w okręgu miejskim Noworosyjska. W 2021 liczyła 3752 mieszkańców.